# آلبانین ایرلاینز
آلبانین ایرلاینز (انگلیسی: Albanian Airlines) شرکت هواپیمایی آلبانیایی است، که در سال ۱۹۹۱ تأسیس شد.